# Giro del Lazio 1969
Il Giro del Lazio 1969, trentacinquesima edizione della corsa, si svolse il 31 agosto 1969 su un percorso di 223 km. La vittoria fu appannaggio dell'italiano Flaviano Vicentini, che completò il percorso in 6h02'14", precedendo i connazionali Aldo Moser e Marino Basso.
Sul traguardo 22+ ciclisti portarono a termine la competizione.

## Ordine d'arrivo (Top 10)
| Pos. | Corridore          | Squadra   | Tempo    |
| ---- | ------------------ | --------- | -------- |
| 1    | Flaviano Vicentini | Filotex   | 6h02'14" |
| 2    | Aldo Moser         | G.B.C.    | a 3"     |
| 3    | Marino Basso       | Molteni   | a 2'35"  |
| 4    | Gianni Motta       | Sanson    | s.t.     |
| 5    | Luigi Sgarbozza    | Max Meyer | s.t.     |
| 6    | Felice Gimondi     | Salvarani | s.t.     |
| 7    | Roger Kindt        | Ferretti  | s.t.     |
| 8    | Pietro Di Caterina | Faema     | s.t.     |
| 9    | Emilio Sanantonio  | Molteni   | s.t.     |
| 10   | Vittorio Adorni    | Scic      | s.t.     |